# Ditmar Jakobs
Ditmar Jakobs (* 28. August 1953 in Oberhausen) ist ein ehemaliger deutscher Fußballspieler.

## Karriere

### Im Verein
Jakobs spielte als Mittelfeld- und Abwehrspieler, meist in der Rolle des klassischen Vorstoppers, in 537 Spielen von 1971 bis 1990 für Rot-Weiß Oberhausen, Tennis Borussia Berlin, MSV Duisburg und den Hamburger SV.
Sein Debüt in der 1. Bundesliga gab Jakobs am 30. Spieltag der Saison 1971/72, beim 5:2-Heimsieg gegen Hertha BSC. Rot-Weiß Oberhausen-Trainer Günter Brocker ließ dabei seinen Mittelfeldspieler von Anfang an auflaufen, wobei der damals 18-Jährige seine Chance nutzte, eine Torvorlage gab und eine gute Kritik erhielt. An den Folgespieltagen verhalf er seinem Team zum knappen Klassenerhalt, indem man weitere Punkte holte. Im Folgejahr entwickelte sich Jakobs zu einer festen Größe bei den "Kleeblättern". Als Jüngster im Kader verpasste er keine Partie seiner Mannschaft und schoss zwölf Tore, wodurch er mit Abstand bester Schütze seiner Mannschaft war. Doch auch er konnte nicht verhindern, dass RWO abstieg. Jakobs blieb ein weiteres Jahr in Oberhausen, ehe er zum 9. September 1974 zu Tennis Borussia Berlin wechselte, stieg mit diesen jedoch nach Ablauf der Spielzeit 1974/75 in die 2. Liga ab, wo man den sofortigen Wiederaufstieg ins deutsche Fußballoberhaus schaffte. Doch auch 1976/77 verpasste TeBe den Klassenerhalt. Jakobs wechselte darauf zum MSV Duisburg, wo er endgültig zum Abwehrspieler umfunktioniert wurde. Nach zwei Jahren sicherte sich der Hamburger SV für eine Ablösesumme von 950 000 D-Mark die Dienste des Defensiv-Allrounders. In den folgenden zehn Jahren war Jakobs hier nicht aus der Mannschaft wegzudenken, ständig Stammspieler und absolvierte stets mehr als 28 Ligaspiele. Mit den Hanseaten kam seine erfolgreichste Zeit als Profi. 1982 und 1983 wurde der HSV Deutscher Meister, und vier Jahre später sicherte sich der Klub den DFB-Pokal 1987. Den jedoch größten Erfolg konnte die Mannschaft 1983 verbuchen. Mit Spielern wie Uli Stein, Manfred Kaltz, Felix Magath, Jimmy Hartwig, Horst Hrubesch und Jürgen Milewski im Kader schaffte die Mannschaft beeindruckende Ergebnisse im Wettbewerb um den Europapokal der Landesmeister. Über Erfolge gegen BFC Dynamo, Olympiakos Piräus, Dynamo Kiew und Real Sociedad erreichte die Mannschaft von Trainer Ernst Happel das Finale des bedeutendsten europäischen Klubwettbewerbs. Jakobs lief in jeder Begegnung des HSV auf und wurde auch im Endspiel am 25. Mai 1983 gegen Juventus Turin in der Anfangself aufgeboten. Der HSV gewann 1:0 und errang die begehrte Trophäe. Nach diesem Erfolg wurde Jakobs mit den Hamburgern noch zweimal Vizemeister (1984 und 1987). Der HSV stand mit ihm in der Bundesliga-Abschlusstabelle nie schlechter als auf dem siebten Platz.
Jakobs’ Karriere endete abrupt am 20. September 1989 im Bundesliga-Heimspiel des HSV gegen Werder Bremen. Bei der spektakulären Abwehr eines Torschusses rutschte Jakobs ins Tor und verfing sich an einem defekten Karabinerhaken der Toraufhängung. Erst nach 20 Minuten konnte er aus dieser Lage befreit werden, indem der Hamburger Mannschaftsarzt mit einem Skalpell den Karabinerhaken aus seinem Rücken herausschnitt. Dabei wurden Nervenbahnen in der Nähe der Wirbelsäule durchtrennt. Jakobs konnte danach auf Grund der dabei erlittenen Rückenverletzung seinen Beruf als Fußballer nicht mehr ausüben. Elf Monate nach dem Unfall gab Jakobs, der eine sechsstellige Versicherungssumme erhielt, das Ende seiner Laufbahn bekannt und leidet bis heute an den Verletzungen. Jakobs beriet den 1990 gewählten HSV-Vorsitzenden Jürgen Hunke.

### Nationalmannschaft
Mit der Nationalmannschaft nahm Jakobs an der Weltmeisterschaft 1986 in Mexiko teil und wurde Vizeweltmeister. Insgesamt bestritt er zwischen 1980 und 1986 20 Länderspiele für den DFB.
Sein Debüt gab der Defensivspieler am 13. Mai 1980, als er beim 3:1-Heimerfolg gegen Polen in der 73. Minute vom damaligen Bundestrainer Jupp Derwall für Hans-Peter Briegel eingewechselt wurde. Auf seinen nächsten Einsatz im DFB-Dress musste Jakobs dann vier Jahre warten. Nachdem die deutsche Mannschaft enttäuschend bei der Europameisterschaft 1984 abschnitt, ließ ihn der neue Teamchef Franz Beckenbauer am 12. September 1984 in der Begegnung mit Argentinien in der Startformation auflaufen. Im selben Spiel gelang dem Abwehrspieler sein einziges Tor für die Deutschland-Auswahl. Fortan wurde er regelmäßig eingesetzt und in den Kader für die WM 1986 berufen. Dort kam Jakobs in sechs von sieben möglichen Partien zum Einsatz. Die 2:3-Finalniederlage gegen Argentinien war schließlich seine letzte Begegnung für Deutschland.

## Privatleben
Jakobs, Sohn eines Bergmanns, durchlief eine Ausbildung zum Dreher. Er arbeitete nach seiner Spielerlaufbahn als Versicherungsmakler in Norderstedt bei Hamburg und war Teilhaber von Rehaeinrichtungen. Zeitweise war er auch als Spielerberater tätig, so betreute er Harald Spörl. Sein Bruder Michael war ebenfalls Profifußballer. Jakobs’ Sohn Gerrit spielte Fußball im Hamburger Amateurbereich, darunter für die Vereine Niendorfer TSV, SV Halstenbek-Rellingen und VfL Pinneberg.

## Erfolge
- Deutscher Meister 1982 und 1983
- Vize-Meister 1980, 1981, 1984 und 1987
- DFB-Pokalsieger 1987, 3:1 gegen die Kickers Stuttgart
- Europapokalsieger der Landesmeister 1983, 1:0 gegen Juventus Turin
- EC-Finale der Landesmeister 1980, 0:1 gegen Nottingham Forest
- UC-Finale 1982, 0:3 und 0:1 gegen den IFK Göteborg
- UC-Halbfinale 1979, 2:2 und 1:4 gegen Bor. Mönchengladbach
- Teilnahme am Weltpokal und Europäischen Supercup 1983
- Vize-Weltmeister 1986, 2:3 gegen Argentinien

## Zitate
- „Früher konnten wir freitags einen saufen und gewannen trotzdem.“[20]